# Ozarba malgassica
Ozarba malgassica là một loài bướm đêm trong họ Noctuidae.